# Južni galeb
Južni galeb (dominikanski galeb, lat. Larus dominicanus) je galeb koji se razmnožava na obalama i otocima na većem dijelu južne polutke.
Nominalna podvrsta L. d. dominicanus živi oko Južne Amerike, dijelova Australije (gdje se preklapa s pacifičkim galebom) i Novog Zelanda (gdje je poznata kao crnoleđi galeb, južni crnoleđi galeb ili pod Māorskim imenom karoro ).
Podvrsta L. d. vetula se javlja oko južne Afrike. 
Specifični naziv potječe od Dominikanskog reda, čiji članobi nose crno-bijele habite.

## Opis
Ova vrsta na prvi pogled podsjeća na dvije vrste galeba sa sjevernog dijela Atlantskog oceana, Larus fuscus i Larus marinus, a po veličini je između ove dvije vrste. Ukupna duljina kod ove vrste je između 54 i 65     cm, raspon krila je od 128 do 142 cm, a težina između 540 i 1390 grama. Odrasli mužjaci i ženke teže u prosjeku 1000   odnosno 900 grama. Odrasli galeb ima crna leđa i krila. Glava, trbuh, rep i mala "ogledala" na vrhovima krila su bijele boje. Kljun je žut s crvenom mrljicom, a noge su zelenkasto-žute (svjetlije i žutije u sezoni parenja, mutnije i zelenije inače). Poziv je oštar ki-oč. Mlade ptice imaju crni kljun, tamnu traku na repu i cjelokupno sivo-smeđe perje obrubljeno bijelim, ali brzo dobivaju blijedu podlogu na kljunu i uglavnom bijelu glavu i donji dio. Treba im tri do četiri godine da dostignu zrelost.

## Podvrste
Postoji pet podvrsta galeba algi. Afrička podvrsta L. d. vetula, rtski galeb, se ponekad smatra zasebnom vrstom, L. vetula. Ova podvrsta ima oštriju glavu, te manji i kraći kljun. Odrasla ptica ima tamno oko, dok nominalna vrsta dominikanskog galeba obično ima blijedo oko. Mladi rtski galebovi imaju gotovo identično perje kao i dominikanski galebovi sličnog uzrasta.
- L. d. dominicanus, (Lichtenstein, 1823.) : Južna Amerika, Falklandski otoci, Južna Georgia, Australija i Novi Zeland
- L. d. vetula, (Bruch, 1853.) : južna Afrika
- L. d. judithae, (Jiguet, 2002.): subantarktički otoci u Indijskom oceanu
- L. d. melisandae, (Jiguet, 2002.) : južni i jugozapadni Madagaskar
- L. d. austrinus, (Fleming, 1924.): Antarktika i Antarktički otoci

## Ponašanje
Dominikanski galebovi su svejedi kao i većina galebova iz roda Larus, pa će strvinariti i tražiti odgovarajući mali plijen. Okupljaju se na odlagalištima otpada, pa se nagli porast populacije ove vrste smatra pokazateljem degradije okoliša. Dominikanski galebovi primijećeni su kako napadaju žive kitove (vrste Eubalaena australis) barem od 1996. godine. Galeb svojim snažnim kljunom kljuca kožu i masnoću, ulazeći nekoliko centimetara u dubinu, često ostavljajući kitove s velikim otvorenim ranama, od kojih su neke imale promjer od pola metra. Ovo grabežljivo ponašanje zabilježeno je u argentinskim vodama, te traje i danas. Na stjenovitim mjestima duž južnoafričke obale, poput plaže Boulders u Cape Townu, mogu se vidjeti rtski galebovi (Larus dominicanus vetula) kako kupe školjke i bacaju ih na stijene s visine od nekoliko metara kako bi ih otvorili. Također je zabilježeno kako kljucaju oči mladuncima tuljana na namibijskoj obali, te zatim napadaju slijepe tuljane.
Gnijezde se u plitkim udubljenjima na tlu, koje oblažu raslinjem i perjem. Ženka obično snese 2 ili 3 jaja. Oba roditelja hrane mlade ptice.

## Vanjske poveznice
|  | Zajednički poslužitelj ima još gradiva o temi Larus dominicanus |
|  | Wikivrste imaju podatke o taksonu Larus dominicanus             |

- Species text in The Atlas of Southern African Birds
- Kelp gull pictures on jostimages.com  Arhivirana inačica izvorne stranice od 22. rujna 2020. (Wayback Machine)
- Specimens  Arhivirana inačica izvorne stranice od 23. veljače 2013. (Wayback Machine) of Larus dominicanus in the collection of Museum of New Zealand Te Papa Tongarewa